# 中川郵便局
中川郵便局（なかがわゆうびんきょく）は愛知県名古屋市中川区にある郵便局。民営化前の分類では集配普通郵便局であった。

## 概要

### 住所
- 〒454-8799：愛知県名古屋市中川区吉良町98-1

### 併設施設
- ゆうちょ銀行中川店（名古屋支店中川出張所）：取扱店番号216120

## 沿革
- 1966年（昭和41年）11月28日 - 中川郵便局として、中川区太平通三丁目に開局[1]。中村郵便局より中川区内の集配業務を移管。
- 1997年（平成9年）6月30日 - 中川区太平通三丁目から同区吉良町に移転。
- 1998年（平成10年）9月1日 - 外国通貨の両替および旅行小切手の売買に関する業務取扱を開始。
- 2007年（平成19年）10月1日 - 民営化に伴い、併設された郵便事業中川支店、ゆうちょ銀行中川店に一部業務を移管。
- 2010年（平成22年）4月27日 - 参議院財政金融委員会内において、郵便局会社お客様サービス部長名による文書内部の隠語で表記された罰金制度が批判される[2]。
- 2012年（平成24年）10月1日 - 日本郵便株式会社発足に伴い、郵便事業中川支店を中川郵便局に統合。

## 取扱内容

### 中川郵便局
- 郵便、印紙、ゆうパック、内容証明
- 生命保険、バイク自賠責保険、自動車保険、がん保険、引受条件緩和型医療保険
- 地方公共団体事務（名古屋市バス・電車利用券等の交付）
- 「454-00xx」「454-08xx」「454-09xx」区域（名古屋市中川区の全域）の集配業務
- ゆうゆう窓口

### ゆうちょ銀行中川店
- 貯金、貸付、為替、振替、振込、国際送金、外貨両替、トラベラーズチェック、国債、投資信託、変額年金保険、スルガ銀行の個人ローンの申込
- ATM

## 風景印
- 図案はナゴヤ球場と荒子観音多宝塔。局名表記は「中川」
- 使用開始日は1976年（昭和51年）3月1日

## 周辺
- 名古屋市中川区役所
- 荒子観音
- 名古屋市中川図書館
- 荒子公園

## アクセス
- 名古屋臨海高速鉄道あおなみ線 荒子駅から徒歩で約4分。
- 名古屋市営地下鉄東山線 高畑駅から徒歩で約12分。
- 名古屋市営バス「荒子駅」停留所下車。
- 名古屋高速5号万場線 烏森出入口から南へ約2km、黄金出入口から南西へ約3km。
- 八熊通（愛知県道29号弥富名古屋線）沿い
- 駐車場あり：18台